# Malibu-Newton Canyon AVA
Malibu-Newton Canyon Valley AVA (anerkannt seit dem 13. Juni 1996) ist ein Weinbaugebiet im US-Bundesstaat Kalifornien. Das Gebiet liegt im Verwaltungsgebiet Los Angeles County. Das Gebiet liegt innerhalb des Newton Canyon, einem nur 6 km vom Pazifischen Ozean gelegenen Tal innerhalb der Santa Monica Mountains. Das meist bewaldete Tal befindet sich noch innerhalb der Gemeindegrenzen von Malibu. Im Jahr 1987 war es George Rosenthal, der seit der Prohibition wieder erste Rebflächen in diesem Gebiet anlegte. Darüber hinaus wurde das kleine Weinbaugebiet auf sein Betreiben hin im Jahr 1996 zur geschützten Herkunftsbezeichnung erklärt.
Der Talgrund liegt auf einer Höhe von 430 m (1400 ft) bis 850 m (2800 ft) ü. NN. Morgendlicher Küstennebel sowie kühlende Meeresbrisen sorgen für ein gemäßigtes Mikroklima und ermöglichen damit den Anbau der im Bordeaux üblichen Rebsorten sowie des Chardonnay in einer ansonsten zu heißen Umgebung.